# Candidula fiorii
Candidula fiorii is een slakkensoort uit de familie van de Hygromiidae. De wetenschappelijke naam van de soort is voor het eerst geldig gepubliceerd in 1938 door Alzona & Alzona Bisacchi.